# 葉成章 (明朝)
葉成章（？—？），字國文，號慕同，福建泉州府同安县人，明朝政治人物、进士出身。

## 生平
万历四十年（1612年）壬子科福建鄉試舉人，萬曆四十七年（1619年）己未科进士，性嚴毅，令長洲，初至漫不省事，人呼為「葉木頭」。既而判决如流，錢榖利弊，洞若觀火。于是革陋政，節官費，絶包揽，取其奸之尤者重創之，吏胥屏息。徵則不輕差一人，亦不輕議一重辟，狱訟清簡，以廉能召授試御史，屢獻直言，有培元氣、慰忠魂諸疏。巡按宣大，兼學政，陳邊防十策，上嘉納褒赐。差按江西，陛辞有聖度宜優，询谋宜廣疏。督應天學政，士習文體，一軌于正，所拔士多顯達。升大理寺卿，以執法獲戾權璫削籍。家居二載，朝議召用，而成章已逝。嘗有言曰：“吾智不能敏给，而持之以慎：才不能挥霍，而积之以勤”。其用心如此。祀鄉賢。